# История Мурманска
Му́рманск — город в России, основан в 1915 году (статус города — с 4 октября 1916 года) на восточном побережье Кольского залива Баренцева моря.

## Российская империя
«Мурманами» русские люди называли древних норвежцев, норманнов. Позднее это наименование было перенесено и на землю, где происходили события с их участием — «Мурманом» стали называть побережье Баренцева моря, а затем и весь Кольский полуостров. Известный географ Фёдор Литке, побывавший в Кольском заливе летом 1822 года, писал, что его берега в южной части покрыты «берёзовыми и еловыми рощами».

### Основание
Планы устройства портового города за полярным кругом появились в 1870-х годах.
К началу XX века местность относилась к Александровскому уезду (до 1899 называвшемуся Кольским) Архангельской губернии с администрацией в уездном городе Александровск (ныне Полярный).
В 1899 году с Соловецких островов в Александровск-на-Мурмане была перенесена морская биологическая станция, где на берегу Екатерининской гавани Кольского залива для неё выделили место. Мурманская биологическая станция была открыта летом 1904 году, когда было закончено оборудование лабораторий и аквариальной.
В 1890-е годы архангельский губернатор А. П. Энгельгардт активно отстаивал идею проведения железной дороги на Мурман. Однако на тот момент было решено, что двух строящихся железных дорог Вологда-Архангельск (1895—1898) и Пермь-Вятка-Котлас (1896—1899) на Архангельскую губернию хватает.
В 1903 году на Международном рыбопромышленном конгрессе, проходившем в Петербурге, профессор В. Е. Тимонов поставил вопрос о нуждах рыбопромыслового портостроения в России в связи с развитием рыбной промышленности на Севере. По его же инициативе на конгрессе в 1908 году был вновь выдвинут данный вопрос.
Первые изыскатели пришли на Мурман для разведки новых мест в 1912 году. Однозначного решения, в каком месте строить порт на Мурмане, на тот момент не было. Представители различных ведомств отстаивали многочисленные варианты от Печенги до Териберки, мотивируя свой выбор разными условиями: удобства обороны, развития промыслов, развития инфраструктуры и т. п. В июне 1914 года для проведения портовых изысканий из Архангельска прибыл гидротехник Валериан Ляхницкий.
Город был основан в 1914 году после начала Первой мировой войны. Создание порта было связано со стремлением Российской империи иметь возможность бесперебойно доставлять военные грузы от союзников по Антанте. Чёрное и Балтийское моря были заблокированы неприятелем. А Кольский залив Баренцева моря, благодаря тёплому течению Гольфстрим, мог принимать корабли круглогодично. Чтобы получить выход в Северный Ледовитый океан через незамерзающий залив, Россия спешно строила железную дорогу от Петрозаводска на Мурман и одновременно порт в Кольском заливе.
В июне 1914 года, за месяц с небольшим до начала Первой мировой войны, в Петрограде создали Управление по строительству Мурманской железной дороги. В начале 1915 года с помощью британских инженеров началось строительство железной дороги от Петрозаводска до Сорокской бухты и далее до Мурманского побережья за счёт казны.
В 1915 году по итогам изысканий Ляхницкого на правом берегу Кольского залива Баренцева моря было определено место для морского порта и начато его строительство. Был основан Мурманский морской порт и при нём — портовый посёлок Семёновский, названный по имени бухты, где сооружались причалы и ближайшего озера. 1 сентября 1915 года в Кольский залив зашёл шведский пароход Drott, доставивший из Нью-Йорка первый груз. Он смог пришвартоваться к временной пристани порта на правом берегу залива.
6 (19) июля 1916 император Николай II наложил резолюцию: назвать новое городское поселение в конце железнодорожного пути от Петрограда до Северного Ледовитого океана Романов‑на‑Мурмане. 21 сентября (4 октября) 1916 года посёлок Семёновский провозглашён городом, ему присвоено новое название — Романов-на-Мурмане. В день присвоения статуса города на невысоком холме, где сейчас располагается Областной Дворец культуры им. С. М. Кирова, состоялась торжественная церемония закладки храма в честь покровителя мореплавателей святителя Николая Мирликийского. На открытии города присутствовали министр путей сообщения России А. Ф. Трепов, морской министр адмирал И. К. Григорович, архангельский губернатор С. Д. Бибиков, члены Государственного Совета и Государственной думы, епископ Архангельский и Холмогорский Нафанаил III. Этот день ныне считается официальной датой основания города.
3 (16) ноября 1916 года произошла стыковка путей на последнем участке Мурманской железной дороги, соединившей южную и северную части Кольского полуострова.

### Февральская революция, переименование города
Через полгода, в феврале 1917 года, произошла Февральская революция, приведшая к свержению российской монархии и переходу власти в стране со 2 (15) марта 1917 года к Временному правительству. В тот день произошло отречение от престола императора Николая II (Романова) в пользу своего младшего брата Михаила Александровича. Отречение приняли в Пскове Александр Гучков и Василий Шульгин. А уже 21 марта (3 апреля) 1917 по предложению военного министра и временно морского министра Временного правительства Александра Гучкова Временное правительство приняло решение убрать из названия фамилию императорского дома Романовых и переименовать город в Мурманск.
В апреле 1917 года в Мурманск прибыл и встал на рейд в Кольском заливе русский крейсер «Аскольд» под командованием К. Ф. Кетлинского. Крейсер вошёл в состав флотилии Северного Ледовитого океана. 11 сентября указом Временного правительства К. Ф. Кетлинский был назначен Главнокомандующим Мурманским укрепленным районом (Главнамуром), то есть командующим всем северным побережьем Кольского полуострова с присвоением звания контр-адмирала.
1 (14) сентября 1917 года Временное правительство России провозгласило страну республикой. Мурманск стал последним городом, основанным в Российской империи. В 1917 году в Мурманске проживало около 13 тысяч человек. Абсолютное большинство составляли вновь прибывшие люди — рабочие (строители, портовики, железнодорожники и др.), матросы и солдаты.

## Октябрьская революция, гражданская война и интервенция
Осенью 1917 году после Октябрьской революции в Петрограде. 27 октября при Мурманском совете был создан Ревком, который возглавил большевик А. Сковородин. В следующие недели сложилось лояльное к большевистскому правительству единство действий Главнамура (Главного начальника Мурманского укрепленного района и Мурманского отряда судов) К. Ф. Кетлинского, Мурманского Ревкома, Совета, Центромура и Мурманского Совжелдора. Однако 9 января по приказу наркома по морским делам П. Е. Дыбенко Кетлинский был арестован Центромуром. А 28 января 1918 года по дороге из Центромура в штаб Кетлинский был убит.
Одним из идеологов и организаторов будущего антибольшевистского переворота в Мурманске в тесном сотрудничестве с представителями Антанты стал вернувшийся из Петрограда сразу после убийства Кетлинского начальник штаба Главнамура старший лейтенант Георгий Веселаго. 30 января 1918 года состоялась его встреча в Мурманске с английским консулом Т. Х. Холлом и командующим британской эскадрой контр-адмиралом Т. У. Кемпом. В начале февраля на основе предложений Веселаго вместо Главнамура была учреждена Народная коллегия Мурманского района. В конце февраля контр-адмирал Кемп обратился к британскому правительству с просьбой направить на Мурман 6 тысяч военнослужащих для защиты порта от возможной угрозы атак из Финляндии.
2 марта 1918 года в Мурманске на совместном заседании представителей Совдепа, Центромура, Мурманского Совжелдора и союзных миссий было выработано так называемое «словесное, но дословно запротоколированное соглашение о совместных действиях англичан, французов и русских по обороне Мурманского края». Для командования вооружёнными силами района был учреждён союзный военный совет в составе представителей Англии, Франции и России, начальником штаба которого стал Н. И. Звегинцев. 3 марта 1918 года был подписан Брестский мир, обеспечивший выход РСФСР из Первой мировой войны. 6 марта 1918 года с линейного корабля «Глори» высадился отряд английских морских пехотинцев с орудиями, это стало началом интервенции. На следующий день на рейде появился английский крейсер «Кокрен», 18 марта — французский крейсер «Адмирал Об», 27 мая — американский крейсер «Олимпия».

## Северная область (1918—1920)
В конце июля 1918 года Звегинцев вместе с А. М. Юрьевым и В. М. Брамсоном отправились на одном из кораблей эскадры интервентов в Архангельск для захвата города. Там они вели переговоры с созданным Верховным управлением Северной области о статусе Мурманского края. Отстоять административную и хозяйственную самостоятельность Мурмана им не удалось, и он был включён в состав Северной области.
20 сентября 1918 года Верховное управление Северной области назначило на должность Особого комиссара по управлению Александровским и Кемским уездами Архангельской губернии (Мурманский край) В. В. Ермолова. 5 октября 1918 года было принято постановление «Об упразднении Мурманского краевого Совета и о восстановлении в Кемском и Александровском уездах земского самоуправления и об учреждении временной должности помощника Генерал-Губернатора Северной области по управлению Мурманским краем». Эту должность занял В. В. Ермолов.
В ноябре 1918 года Временное правительство Северной области признало верховную власть адмирала Колчака.
Осенью 1919 года войска Антанты были вынуждены эвакуироваться из Мурманска.
21 февраля 1920 года в городе произошло антибелогвардейское восстание, советская власть утвердилась в городе 13 марта с приходом регулярных частей Красной армии.

## Советский период
Символом правления интервентов в Мурманске стала Иоканьгская тюрьма. К моменту установления на Мурмане Советской власти Мурманск насчитывал менее двух с половиной тысяч жителей и находился в упадке. Промышленность была представлена в основном кустарными артелями, рыбный промысел пришёл в упадок. Городской пейзаж представлял безрадостную картину: две-три улочки одноэтажных домов, угрюмые перенаселённые рабочие бараки, беспорядочное скопление лачуг, брошенные интервентами «чемоданы» — дома из гофрированного железа с полукруглой крышей, приспособленные под жильё железнодорожные вагоны. Город получил название «красная деревня» из-за теплушек красного цвета, приспособленных для жилья. Память о годах революционной борьбы сохранена в названиях мурманских улиц. Есть в городе улицы имени матроса-большевика В. Ф. Полухина, политработника и поэта Ф. С. Чумбарова-Лучинского, руководителя мурманского восстания И. И. Александрова. Улица Аскольдовцев названа так в честь команды крейсера «Аскольд». А в центре Мурманска осталась братская могила политкаторжан страшной Иоканьгской тюрьмы.
В 1920—1930-е годы, в связи с изменением административно-территориального деления, город неоднократно менял свой статус. В 1921 году Мурманск стал центром одноимённой губернии. В первые годы советской власти возводились заводские корпуса, создавалась база индустриального рыболовства. Был создан и набирал силу траловый флот. На месте прежнего военного предприятия по рыбообработке и судоремонту был создан также рыбный порт, который также стал быстро развиваться и через несколько лет страна стала получать от мурманчан два миллиона центнеров рыбы ежегодно.
В 1926 году первым секретарём Ленинградского обкома ВКП(б) стал С. М. Киров.
С 1927 года Мурманск — центр одноимённого округа в составе Ленинградской области. Киров вникал в существо дел на Мурмане, способствовал их решению, оказывал необходимую помощь. Город стал интенсивно развиваться и всё меньше напоминал город, «построенный начерно». Прокладывались улицы с деревянными тротуарами и рядами одно- и двухэтажных рубленых домов. В 1927 году появилось первое здание из кирпича (оно и сейчас стоит в районе Привокзальной площади). В 1928 г. к десятилетию Октябрьской революции в сквере возле кинотеатра «Родина» был сооружён памятник жертвам интервенции. Он поставлен над той самой братской могилой политкаторжан.

### Предвоенные годы
Писатель А. М. Горький, посетив Мурманск летом 1929 года, потом в очерке «На краю земли» отметил: «В Мурманске особенно хорошо чувствуешь широту размаха государственного строительства». Развитие Мурманска в предвоенный период тесно связано с именем партийного и государственного деятеля, первого секретаря Ленинградского обкома ВКП(б) (до 1934) С. М. Кирова. Сквер возле Дворца культуры, носит его имя, позже в сквере установлен памятник С. М. Кирову и назван один из проспектов. 
Глухой край России за годы первых пятилеток вышел в число индустриальных районов страны. Мурманск имел современный для тех лет рыболовный флот и его береговую базу, стал промышленным городом. Мурманск сыграл важную роль в истории освоения Арктики. Город снарядил и отправил в знаменитый сквозной рейс по трассе Северного морского пути пароход «Челюскин», на котором шла экспедиция, руководимая О. Ю. Шмидтом. 
В 1934 году по Мурманску — от окраины до окраины — пошёл первый маршрутный автобус. Тогда же по железнодорожной магистрали начал курсировать до Ленинграда экспресс «Полярная стрела». 
В 1938 году из Мурманска совершили плавание в Гренландское море ледокольные пароходы «Таймыр» и «Мурман», чтобы снять со льдины участников дрейфующей станции «Северный полюс-1» — отважную четвёрку во главе с И. Д. Папаниным. 
С 1938 года Мурманск — центр Мурманской области. 
В 1939 году впервые в городе началась укладка асфальта на улице Ленинградской. К началу Великой Отечественной войны в Мурманске насчитывалось уже несколько десятков каменных зданий. Среди них — Дом культуры, Дом междурейсового отдыха рыбаков тралового флота, мореходное училище, несколько школ, многоэтажные жилые дома для промысловиков на центральном проспекте. Для горожан ставила спектакли драматическая труппа. Звучали в эфире передачи Московского и местного радио.
Северный морской путь, проложенный в 1930-е годы, остаётся транспортной магистралью непрерывного действия. Учёные Полярного научно-исследовательского института морского рыбного хозяйства и океанографии имени Книповича (ПИНРО) в экспедиционных рейсах на исследовательских судах добывали важные для промысловиков данные о море и его рыбных запасах. Начались занятия в учительском институте. 

### Мурманск в Великой Отечественной войне
Население города к началу Великой Отечественной войны достигло 130 тысяч жителей. В ходе Великой Отечественной войны Мурманск неоднократно подвергался атакам с суши и с воздуха. Немецкие войска стремились захватить этот город, имеющий стратегическое значение, однако прифронтовой Мурманск более сорока дней сдерживал натиск врага с суши и с воздуха.
29 июня 1941 года германские войска, имея двойное превосходство в пехоте и огневых средствах и почти четырёхкратное — в авиации, нанесли удар на Мурманском направлении по линии государственной границы. Однако пограничники, воины 14-й армии и моряки Северного флота оказали упорное сопротивление превосходящему в численности противнику, умело используя особенности рельефа местности (сопки, неровности, валуны). 14-я стрелковая дивизия в течение шести дней обороняла границу. В этих боях погиб генерал-майор А. А. Журба. Расстреляв патроны, последней гранатой подорвал себя и наседающих егерей морской пехотинец, недавний матрос траулера И. И. Сивко. Насмерть встали у дороги, ведущей к Мурманску, артиллеристы 6-й комсомольской батареи во главе с лейтенантом Григорием Лысенко.
Дислоцированная в Заполярье 150-тысячная германская Армия «Норвегия» имела директиву Гитлера: выйти к Белому морю, перерезать Кировскую (ныне — Октябрьскую) железную дорогу, захватить Мурманск, блокировать базы Северного флота и Мурманский порт, через который шли грузы из стран-союзниц для снабжения страны и армии по ленд-лизу. В состав армии входил горный армейский корпус «Норвегия», специально обученный военным действиям на скалистой местности. По расчётам немецкого командования, Мурманск должен быть взят примерно за три дня.
Дважды — в июле и сентябре — немецко-фашистские войска предпринимали наступление на Мурманск, однако оба наступления провалились. В сентябре 1941 года, когда создалось особо тревожное положение, город срочно сформировал из населения Полярную дивизию. Германцам удалось пройти двадцать пять — тридцать километров от границы. Гитлеровские войска были остановлены на рубежах хребта Муста-Тунтури, реки Западная Лица и приречной долины, которая известна в наши дни как Долина Славы.
После того, Мурманск отразил наступления, враг атаковал его с воздуха, совершая в отдельные дни по пятнадцать-восемнадцать налётов и сбросив за годы войны в общей сложности 185 тысяч бомб. По плотности нанесённых ему за время Второй мировой войны бомбовых ударов он уступает лишь Сталинграду и Ковентри. В результате бомбардировок было уничтожено три четверти построек, особенно пострадали деревянные дома и строения. Наиболее тяжёлой была бомбардировка 18 июня 1942 года.
7 октября 1944 года советские войска начали в Заполярье Петсамо-Киркенесскую наступательную операцию. В результате наступательной операции крупная немецкая группировка была разгромлена менее чем за месяц, восстановлена государственная граница СССР, освобождены Печенгская земля и районы северной Норвегии. Москва четырежды салютовала войскам Карельского фронта, кораблям и частям Северного флота.
Ожесточённые бои рождали новых героев. Окружённый врагами, бросил себе под ноги противотанковую гранату пулемётчик Анатолий Бредов — мурманчанин, в мирное время рабочий судоверфи. Закрыл телом амбразуру вражеского дзота и обеспечил успех атаки снайпер Михаил Ивченко. Под шквальным огнём увлёк за собой бойцов командир миномётной роты капитан Генералов.
Ратный подвиг защитников Кольской земли — и фронтовиков, и тружеников тыла — увековечен учреждением медали «За оборону Советского Заполярья». Около ста пятидесяти участников боёв стали Героями Советского Союза. Трое — лётчик Сафонов, катерник Шабалин и разведчик Леонов — удостоены этого звания дважды.
После окончания войны многие улицы Мурманска были названы именами героев войны: улица Гаджиева, капитана Тарана, капитана Копытова, Бабикова, Хлобыстова, Подстаницкого, проезд Халатина. На площадях города поставлены памятники 6-й Героической комсомольской батарее, Анатолию Бредову, Полярной дивизии, погибшим траулерам рыболовного флота, портовикам, воинам-строителям, североморцам. Символом стойкости защитников Заполярья стала отлитая в бетоне фигура солдата на крутой сопке над Кольским заливом (памятник Защитникам Советского Заполярья, «мурманский Алёша»), у ног которого оборудован Вечный огонь.

### Послевоенные годы
К концу Великой Отечественной войны город был практически полностью разрушен. Сохранились лишь портовые сооружения и три здания в городе (в одном из них сейчас находится Мурманский политехнический лицей). В ноябре 1945 года по решению правительства Мурманск был включён в число 15 городов страны (наряду с Москвой, Ленинградом, Смоленском, Новгородом), восстановление которых объявлялось первоочередной задачей. На развитие города было выделено 100 миллионов рублей. Поддержка страны помогла достаточно быстро восстановить город. В течение первого десятилетия после войны были построены промышленные предприятия, причальные линии, школы, детские сады и ясли, кинотеатры, клубы и Дома культуры, телевизионный комплекс. Высокими темпами велось и жилищное строительство, уже к 1952 году, объём жилой площади в городе достиг довоенного уровня. Ещё через десять лет жилой фонд увеличился в три раза, а после ввода в строй домостроительного комбината строители города перешли от кирпичной кладки к индустриальному методу монтажа зданий.
К 1952 году объём жилой площади в городе достиг довоенного уровня, а ещё через десять лет жилой фонд увеличился втрое. После ввода в строй в 1962 году домостроительного комбината вместо кирпичных домов стали строиться типовые панельные.
В 1963 году Совет Министров СССР принял постановление «О развитии городов Архангельска и Мурманска», во многом предопределившее дальнейшее развитие города. Город сильно вырос в конце 1970-х — начале 1980-х годов. Основная застройка Первомайского района и восточной части Октябрьского (неофициально выделяемого в отдельный, «Восточный» район) — это панельные девятиэтажные здания. В центре города преобладают дома сталинской застройки, основная часть Ленинского округа состоит из «хрущёвок», в некоторых местах можно обнаружить послевоенные деревянные одноэтажные и двухэтажные дома-полубараки.
Значительное расширение территории Мурманска пришлось на 1970-е — начало 1980-х годов. Подвиг добровольцев-строителей, восстанавливавших город в период войны, увековечен в памятнике «В честь строителей, погибших в 1941—1945 годах», открытом в 1974 году.

### Награды
В 1971 году за успехи, «достигнутые трудящимися города в выполнении заданий по развитию промышленного производства», город награждён орденом Трудового Красного Знамени. В 1982 году за мужество и стойкость, проявленные жителями в борьбе с немецкими захватчиками в годы Великой Отечественной войны, успехи, достигнутые в хозяйственном и культурном строительстве, город награждён орденом Отечественной войны I степени. В 1985 году за выдающиеся заслуги в Великой Отечественной войне городу Мурманску присвоено звание «Город-герой» с вручением высшей награды Советского Союза ордена Ленина и медали «Золотая Звезда».
Город отмечен на аллеях городов-героев во многих городах, получивших это звание, на аллее ветеранов Второй мировой войны в Вашингтоне (США).

## Современность
Активное строительство жилых домов в городе было прервано в начале 1990-х годов. За это время был возведён Восточный микрорайон, город расширился с трёх сторон — севера, востока и юга. Позже в 2000-х возводили крупные гипермаркеты и супермаркеты в пустующих местах. В 2010-х заработала программа «К 100-летию города-героя Мурманска — без деревяшек», но программа так и не была полностью реализована. В 2016 году Мурманск отпраздновал 100-летний юбилей.